# Taxi (band)
Taxi is een Roemeense pop-rockband. Ze werd opgericht op 13 maart 1999 in Boekarest.
Dan Teodorescu, de liedjesschrijver en zanger van de groep vroeg aan Adrian Bortun of hij mee wilde spelen in de band, hij kende hem van vroeger in een andere band. Ook Bortun spoorde iemand aan uit een vroegere band, Andrei Bărbulescu. Ook het 4de lid was een oude bekende van Dan, Georgică Pătrănoiu.
Hun eerste hit was Criogenia salvează România, dat een ironisch politieke tekst had.
In december 1999 stopte Andrei met de band en werd hij vervangen door Lucian Cioargă.
De band vertegenwoordigde Roemenië op het Eurovisiesongfestival 2000 met het lied The Moon, ze werden 17de met 25 punten.
In februari 2003 verliet Lucian de groep en werd hij vervangen door zijn voorganger Andrei, die de groep na lange tijd opnieuw vervoegde.

## Albums
- Jumătate de album (november 1999)
- Trag un Claxon (juli 2000)
- Americanofonia (zomer 2001)
- C  (juni 2003)